# Joeropsis beuroisi
Joeropsis beuroisi är en kräftdjursart som beskrevs av Brian Frederick Kensley1975. Joeropsis beuroisi ingår i släktet Joeropsis och familjen Joeropsididae. Inga underarter finns listade i Catalogue of Life.